# Proscratea peruana
Proscratea peruana är en kackerlacksart som beskrevs av Henri Saussure 1862. Proscratea peruana ingår i släktet Proscratea och familjen jättekackerlackor.
Artens utbredningsområde är Peru. Inga underarter finns listade i Catalogue of Life.